# Alpes de Lavanttal
Les Alpes de Lavanttal (allemand : Lavanttaler Alpen) sont un massif  des Alpes orientales centrales. Elles s'élèvent principalement en Autriche (land de Carinthie et land de Styrie) mais également en Slovénie. La rivière Lavant, un affluent de la Drave, prend sa source au sein du massif et le traverse en direction du sud, et ainsi, la vallée lui donne son nom.
Elles appartiennent aux Alpes noriques.
Le Zirbitzkogel est le point culminant du massif.

## Géographie

### Situation
Le massif est compris entre la Mur au nord et à l'est, et la Drave au sud.
Il est entouré des Niedere Tauern et des Alpes d'Ennstal au nord, du massif du Hochschwab au nord-est, des montagnes de la rive gauche de la Mur à l'est, du Pohorje et des Karavanke au sud et des Alpes de Gurktal à l'ouest.
Il est formé par les chaînons des Alpes de Seetal (nord-ouest), de Saualpe (sud-ouest), de Packalpe et Stubalpe (nord), de Koralpe (sud), de Gleinalpe (nord-est) et de Possruck (slovène : Kozjak) (sud-est).

### Sommets principaux
- Zirbitzkogel (Seetal), 2 396 m

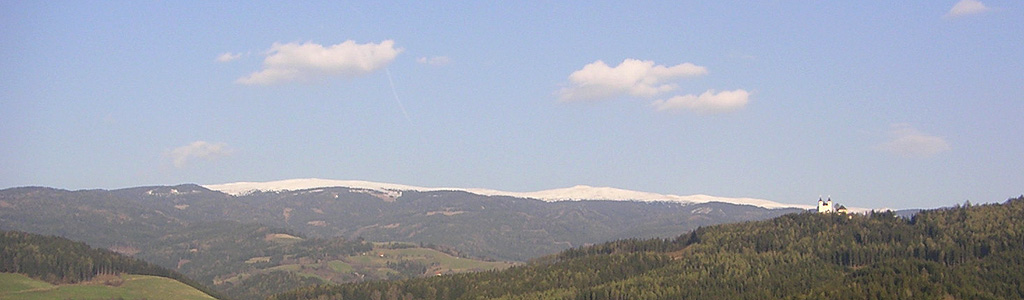
Le chaînon de Saualpe.

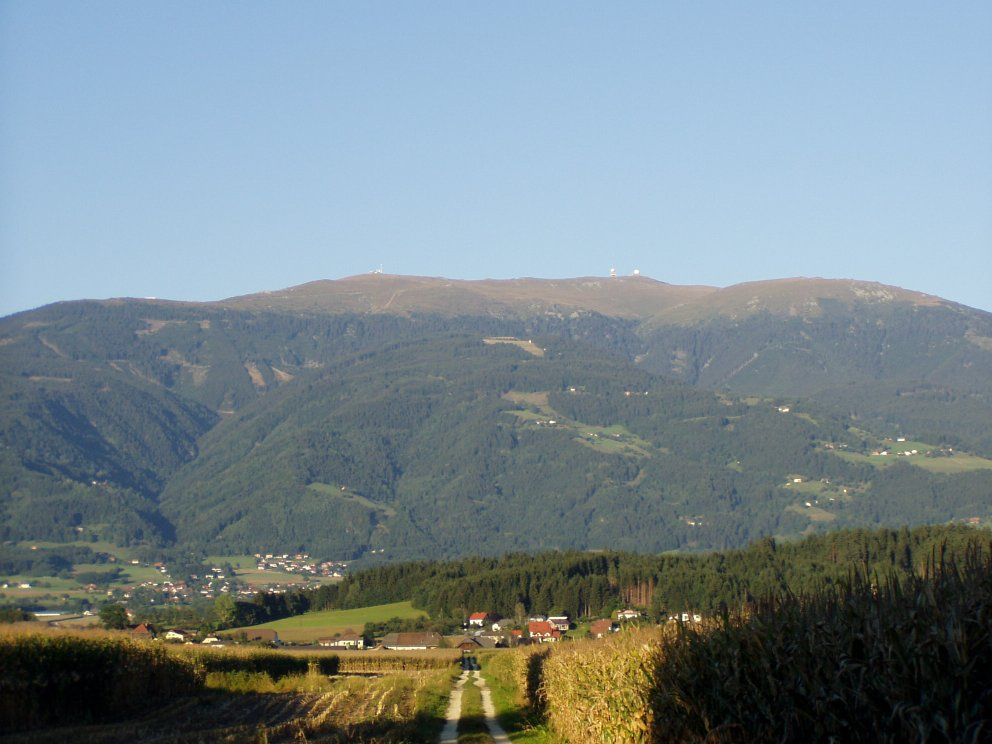
Le chaînon de Koralpe depuis l'ouest.

- Ameringkogel (Packalpe), 2 187 m
- Wenzelalpe (Seetal), 2 151 m
- Grosse Speikkogel (Koralpe), 2 140 m
- Ladinger Spitze (Saualpe), 2 079 m
- Speikkogel (Packalpe), 1 993 m
- Speikkogel (Gleinalpe), 1 988 m
- Hirschegger Alm (Packalpe), 1 933 m
- Rappoldkogel (Packalpe), 1 928 m

## Géologie
Les chaînons alternent la présence de roches sédimentaires et de roches cristallines. Une des particularités des gneiss est la présence d'éclogite. On trouve également des pegmatites riches en spodumène, un silicate contenant d'importantes quantités de lithium. D'autres minéraux sont exploités dans les montagnes : le quartz et le marbre pour la verrerie, le feldspath pour la fabrication de la porcelaine, du mica pour l'isolation, l'hématite et de nombreuses autres roches.
Le relief a été adouci par l'effet des anciens glaciers et l'érosion traditionnelle.

## Histoire
À l'époque des invasions turques, le massif formait une des premières barrières naturelles pour les troupes ottomanes. C'est ainsi que l'on trouve de nombreux ouvrages de défense dans la région, principalement des églises-forteresses et des châteaux fortifiés, qui servaient d'abris à la population. D'ailleurs, les Ottomans n'insistèrent pas beaucoup pour aller plus avant dans leurs conquêtes dans ces montagnes.

## Activités

### Stations de sports d'hiver
- Reichenfels

### Randonnée
En raison de la faible altitude, et, conséquemment, de la pauvreté en installations de sports d'hiver, le massif est surtout populaire pour la pratique de la randonnée de montagne. Ainsi, de nombreux sentiers sont praticables et un certain nombre de refuges sont aménagés.